# Yilan (ville)
Pour les articles homonymes, voir Yilan.
Yilan (chinois : 宜蘭, Pīnyīn : Yílán Shì; Pe̍h-ōe-jī : Gî-lân-chhī) ) est une ville de la République de Chine (Taïwan), chef-lieu du comté de Yilan. La ville s’étend sur la rive nord de la rivière Lanyang.

## Histoire
La plaine de Yilan où la ville est située a été historiquement appelée Kapan (Chinois : 蛤仔難 ; Pe̍h-ōe-jī : Kap-á-lān), Kapsulan (Chinois : 蛤仔蘭 ; Pe̍h-ōe-jī : Kap-chú-lân ; également 甲子蘭), Komalan (Chinois : 噶瑪蘭 ; Pe̍h-ōe-jī : Kat-má-lán)… Ces noms, ainsi que Yilan lui-même, ont été donnés par la tribu aborigène Kavalan qui peuplait ces terres. En 1802, des Han s’implantent dans la région, et sous occupation japonaise, des colons venus d’Okinawa s’installent dans la plaine.

### Dynastie Qing
En 1810, sous administration Qing, un bureau administratif officiel est établi à Wuwei (五圍), et l’actuelle ville de Yilan reçoit le nom de sous-préfecture de Komalan (噶瑪蘭廳 ; Kat-má-lán Thiaⁿ). La construction de la ville débute un an après, et après plusieurs années de travaux, la ville devient le centre politique, économique, culturel et éducatif de la plaine Lanyang. En 1878, Komalan est un important producteur de riz de la région de Kapsulan, et devient un district appelé Gilan Hsien, un des trois districts constitués pour former la nouvelle préfecture de Taipeh.

### Empire du Japon
D’après le recensement de 1904, la population de la ville de Giran est d’environ 15 000 habitants.

### République de Chine
Après le retour de Taïwan sous le giron de la République de Chine le 25 octobre 1945, la ville de Yilan est créée en janvier 1946 comme une ville administrée par le comté, chef-lieu du comté de Yilan.

## Institutions gouvernementales
- Gouvernorat du comté de Yilan

- Conseil du comté de Yilan

- Institut de l’Histoire du comté de Yilan

## Attractions touristiques
- Memorial Hall de la fondation de l'administration Yilan
- Musée d'Histoire du comté de Yilan
- Musée du théâtre taïwanais
- Musée de la distillerie de vin Chia Chi Lan
- Parc Zhongyang
- Gare de Yilan
- Yilan Riverside Park
- Yilan County Memorial hall
- Jhaoying Temple
- Bisis Temple

## Transports

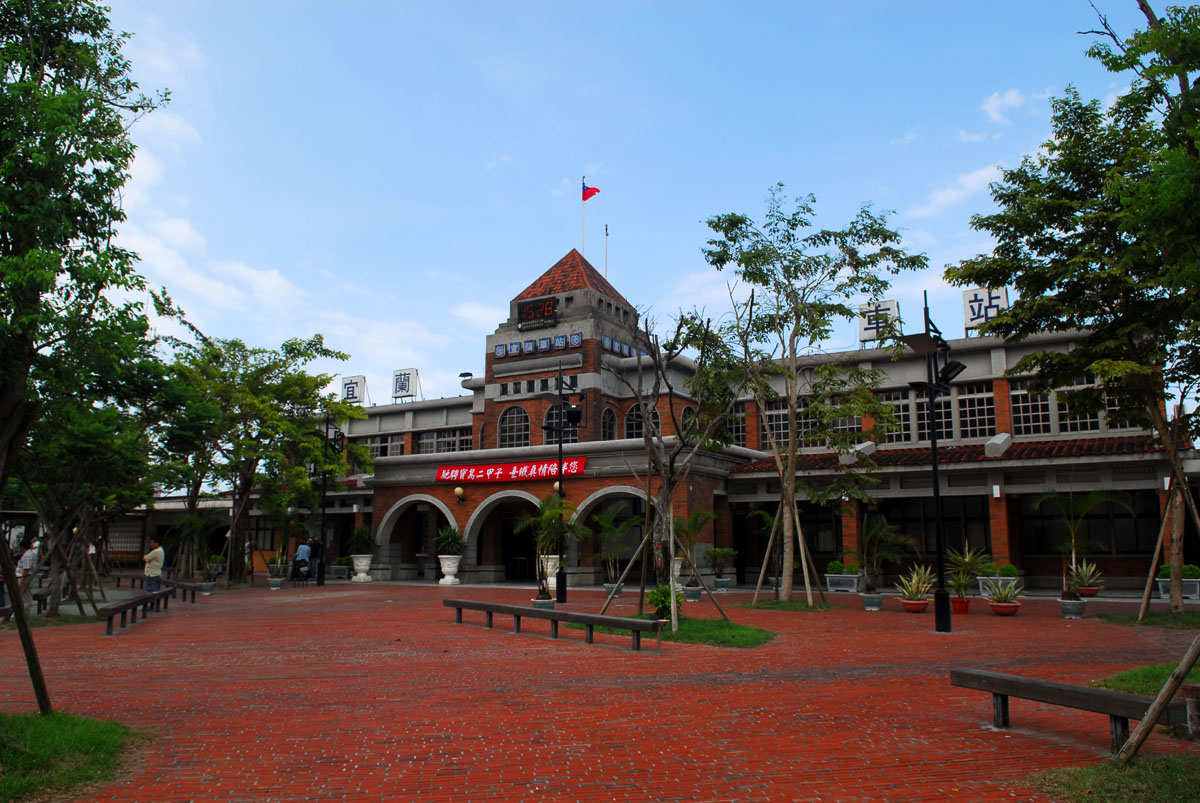
Yilan Station

### Rail
La ville de Yilan est accessible par train grâce à la gare de Yilan.

### Bus
Plusieurs lignes de bus intercités connectent Yilan au reste de l'île :
Pour/depuis Taïpei :
- Kamalan autobus, au départ de Taipei Bus station (Chinois : 臺北轉運站 ; pinyin : Táiběi zhuǎnyùn zhàn), ou bien en face de la station MRT Technology Building (Chinois : 捷運科技大樓站 ; pinyin : Jié yùn kējì dàlóu zhàn)
- Capital autobus, au départ du Taipei City Hall (Chinois : 市政府站 ; pinyin : Shì zhèngfǔ zhàn)
- Kuo-Kuang Motor Transport (Chinois : 國光客運 ; pinyin : Guóguāng kèyùn) au niveau de la station MRT Yuanshan

Pour/depuis les aéroports Taiwan-Taoyuan ou Taipei Songshan
- Taipei intercity Bus Terminal [1]
- Taipei City Government Bus Station [2]

## Jumelages
- Leawood (États-Unis) depuis 1988
- Madera (États-Unis) depuis 1994
- Lowell (États-Unis) depuis 1997